# Matheus Lopes
Matheus Henrique do Carmo Lopes (Sete Lagoas, 8 marzo 1985) è un ex calciatore brasiliano, di ruolo difensore.

## Carriera
Ha giocato nella massima serie dei campionati brasiliano, portoghese, ucraino ed indonesiano, e nella seconda divisione brasiliana.

## Palmarès

### Club

#### Competizioni statali
- Recopa Mineira: 1

Tombense: 2020